# Geeta Dutt
Pour les articles homonymes, voir Dutt.
Geeta Dutt (née Geeta Ghosh Roy Chowdhuri), née le 23 novembre 1930 à Faridpur, dans le Bengale oriental (aujourd'hui au Bangladesh) et morte le 20 juillet 1972, est une chanteuse indienne qui a fait partie de l'équipe Guru Dutt, du nom de son mari.

## Biographie
En 1942, alors qu'elle s'appelle encore Geeta Roy, ses parents déménagent à Mumbai. Elle se fait remarquer par Hanuman Prasad qui lui fait chanter deux phrases dans le film Bhakt Prahlad en 1946. Ces deux phrases suffisent à la faire remarquer et dès 1947, alors qu'elle n'est âgée que de 17 ans, elle obtient son premier vrai contrat avec le film Do Bhai. C'est à la même époque que Lata Mangeshkar devient la chanteuse de playback la plus recherchée et la plus appréciée du public. Geeta Roy sera la seule à ne pas être complètement écrasée par son quasi-monopole sur le cinéma indien des années 1950, même si elle doit souvent se contenter des seconds rôles.
Elle interprète surtout des chansons mélancoliques, jusqu'à ce qu'en 1951, S. D. Burman lui confie l'interprétation des chansons de Baazi aux tonalités jazzy, plus occidentales et séductrices. C'est là qu'elle rencontre le réalisateur Guru Dutt, qui devient son mari le 26 mai 1953. Elle sera ensuite l'interprète de tous ses films. Malheureusement, le mariage bat de l'aile lorsque Guru Dutt s'éprend de son actrice Waheeda Rehman, puis meurt en 1964. Geeta Dutt ne s'en remettra jamais ; après une dépression, elle sombre dans l'alcoolisme, et sa carrière s'étiole. Elle meurt à 41 ans d'une cirrhose. 

## Quelques chansons mémorables
- "Mera sundar sapna beet gaya" (Do Bhai - 1947)
- "Tadbir se bigdi hui taqdeer", musique de S. D. Burman (Baazi - 1951)
- "Babuji Dheere Chalna" et "Yeh lo main hari piya" musique d'O. P. Nayar (Aar Paar - 1954)
- "Thandi hawa kali ghata", musique d'O. P. Nayar (Mr. and Mrs 55 - 1955)
- "Aaj sajan mohe ang laga lo" (Pyaasa - 1957)
- "Mera naam chinchin choo"  (Howrah Bridge - 1958)
- "Waqt ne kiya kya haseen sitam" (Kaagaz Ke Phool - 1959)
- 'Na jaao saiyaan chudha ke baiyaan' (Sahib Bibi aur Ghulam - 1962 )
- "Aaj ki kaali ghata" (Uski Kahani - 1966 )
- "Meri jaan mujhe jaan na kaho meri jaan" (Anubhav - 1971)